# Olaus Petri Kammarkör
Olaus Petri Kammarkör var en kammarkör i Olaus Petri kyrka inom Oscars församling i Stockholm. 
Kören hade sitt ursprung i 1970-talets kyrkokör vilken leddes av organisten Ivar Rehndahl fram till 1985, därefter under tre år av Christina Hörnell. 1989 började John Wilund som organist i Olaus Petri kyrka och startade på nytt Olaus Petri Kammarkör med sångare från före detta Riddersviks Kammarkör. Kören leddes av John Wilund fram till 1998 då Kerstin Alling övertog dirigerandet. Från hösten 2000 inleddes en stökig period i körens tillvaro, då körledare kom och gick och många korister lämnade kören. Denna negativa trend bröts då Hanna Sandman hösten 2002 började som organist i Olaus Petri kyrka och övertog ledningen.
Kören lades ner under 2007 i samband med en större omorganisation av hela körverksamheten i Oscars församling. De flesta körmedlemmarna övergick till Oscars oratoriekör eller Oscars motettkör.